# Asterix és Obelix: A középső birodalom
Az Asterix és Obelix: A középső birodalom (eredeti címen franciául Astérix et Obélix: L'empire du Milleu) 2023-ban bemutatott francia kalandvígjáték, amelyet Guillaume Canet rendezett. Az Asterix és Obelix-filmsorozat ötödik élőszereplős filmje, valamint az első olyan film, amely nem az eredeti képregények alapján játszódik, és ebben a filmben már nem Gérard Depardieu játssza Obelixet.
A filmet Franciaországban 2023. február 1-jén, míg Magyarországon egy nappal később mutatták be a mozikban a Vertigo Média forgalmazásában magyar szinkronnal és felirattal.

## Cselekmény
I. e. 50-ben a kínai császárnét megbuktatta és börtönbe záratta egy áruló herceg. A császárné egyetlen lánya és hűséges testőre a galloktól kér segítséget. A természetfeletti erővel bíró Asterix és Obelix örömmel fogadja a felkérést, hogy kiszabadítsák az uralkodót és megmentsék az országot. Ám miközben útra kelnek a távoli országba, egy másik nehézséggel is meg kell birkózniuk: Cézár szintén a trónra áhítozik, és az új hódítás reményében ő is a középső birodalom felé veszi az irányt.

## Szereplők
| Szereplő       | Színész            | Magyar hang       |
| -------------- | ------------------ | ----------------- |
| Asterix        | Guillaume Canet    | Czvetkó Sándor    |
| Obelix         | Gilles Lellouche   | Forgács Péter     |
| Julius Cézár   | Vincent Cassel     | Széles Tamás      |
| Panoramix      | Pierre Richard     | Kajtár Róbert     |
| Kleopátra      | Marion Cotillard   | Hámori Eszter     |
| Kukoricamagisz | Jonathan Cohen     | Szabó Máté        |
| Ku Pi hercegnő | Julie Chen         | Gáspár Kata       |
| Csete Paté     | Leanna Chea        | Fodor Böbe        |
| Antivirus      | Zlatan Ibrahimović | Varga Gábor       |
| Biopix         | José Garcia        | Kerekes József    |
| Pi Cu Ri       | Manu Payet         | Moser Károly      |
| Valutakrizisz  | Ramzy Bedia        | Karácsonyi Zoltán |
| Deng Tsin Quin | Bun-Hay Mean       | Crespo Rodrigo    |
| Császárné      | Linh-Dan Pham      | Huszárik Kata     |
| Bo Lond herceg | Tran Vu Tran       | Baráth István     |
| Hangjanix      | Phillippe Katerine | Pál Tamás         |
| Hasarengazfix  | Jerome Commandeur  | Szokol Péter      |
| Satrafina      | Audrey Lamy        | Farkasinszky Edit |
| Barbe Rouge    | Franck Gastambide  | Király Attila     |
| Alamusz        | Vincent Desagnat   | Seszták Szabolcs  |
| Titanix        | Orelsan            | Makranczi Zalán   |
| Carioca        | Laura Felpin       | Kokas Piroska     |
| Megállóbusz    | Yann Papin         | Zöld Csaba        |
| Mesélő         | Gérard Darmon      | Jakab Csaba       |